# Honeyburst
Honeyburst is het tweede studioalbum van de Deense singer-songwriter Tim Christensen. Deze is in 2003 uitgebracht, maar verscheen pas in 2004 in Nederland. Het album is in Denemarken zeer goed ontvangen, leverde Christensen drie ZULU Awards en 3 Danish Music Awards op, en ging ruim 130.000 maal over de toonbank. Alle instrumenten zijn door Christensen zelf ingespeeld, met uitzondering van enkele drumpartijen van Olaf Olsen of Laust Sonne en diverse baslijnen van Nicolai Munch-Hansen. Nina Forsberg heeft de achtergrondvocalen ingezongen voor Right Next to the Right One.
Tim Christensen heeft de hoes voor de cd samen met zijn vader Dan Christensen ontworpen. Het is gebaseerd op een collage die Dan Christensen maakte in 1966, voordat hij naar de kunstacademie ging. Hij gebruikte gezichten van modellen die hij vond in de modetijdschriften van zijn toenmalige vriendin, die modeontwerper was. Deze collage heeft op verschillende plekken gehangen in het huis waar Tim Christensen opgroeide.
Het lied Right Next to the Right One werd de titelsong voor de prijswinnende Deense dramaserie Nikolaj og Julie van de publieke zender DR1. Het werd gecoverd in het Chinees onder de naam "Ni Bu Gong Ping" ("Oneerlijk tegenover jou") door Mei Chi Chiang op haar album Beautiful But Lonely (2004). en door Céline Dion op haar album Taking Chances uit 2007. Hiervoor heeft Tim Christensen alle instrumenten opgenomen. Hoewel dit hem geen windeieren legde, leverde het hem ook de reputatie op softe muziek te maken.. Tim is vaak gevraagd om dit nummer op bruiloften te spelen.
Over de totstandkoming van de single "Whispering at the Top of my Lungs" zegt Christensen dat deze aanvankelijk als luide versie geschreven was, maar dat dit het toch niet helemaal was. Deze zware versie wordt nog regelmatig in verkorte variant live gespeeld onder de noemer "Screaming at the Top of my Lungs". Vervolgens werd het nummer als een rustige ballade opgenomen, maar ook dit was het niet helemaal. Het uiteindelijke resultaat was een combinatie van beide, waarin rustige coupletten op akoestische gitaar op een synamische manier worden afgewisseld met wildere refreinen waarin de volledige band meespeelt. Live speelt Christensen dit nummer geheel op elektrische gitaar, maar maakt daarbij gebruik van de L.R. Baggs X-Bridge, waardoor hij zijn gitaar kan laten klinken als een akoestische gitaar.

## Nummers
Alle teksten geschreven door Tim Christensen, tenzij anders vermeld. 
Alle muziek en teksten zijn geschreven door Tim Christensen. 
| 1.                 | Intro                                                                 | 0:48 |
| 2.                 | Surfing the Surface                                                   | 4:14 |
| 3.                 | Lost and Found (Tekst: Christensen / Marcus Winther-John)             | 3:10 |
| 4.                 | Jump the Gun                                                          | 3:24 |
| 5.                 | Whispering at the Top of My Lungs                                     | 4:40 |
| 6.                 | Lay down Your Arms (Tekst: Christensen / Winther-John)                | 4:02 |
| 7.                 | Right Next to the Right One                                           | 4:11 |
| 8.                 | Isolation Here I Come                                                 | 4:17 |
| 9.                 | No Easy Key                                                           | 3:51 |
| 10.                | Close the Door                                                        | 3:21 |
| 11.                | Don't Leave Me but Leave Me Alone (Tekst: Christensen / Winther-John) | 7:42 |
| 12.                | Tonight I'm Fine                                                      | 5:28 |
| 13.                | How Far You Go (Verborgen)                                            | 3:22 |
| Totale duur: 53:31 |                                                                       |      |

## Medewerkers
- Tim Christensen – zang, gitaren, basgitaar, drums, Mellotron, producent, ontwerper
Overige instrumenten: Fender Rhodes Piano Bass, Hohner clavinet, Roland Jupiter-4, Crumar Stringer, Optigan, Drilldo-gitaar

Overige musici
- Nicolai Munch-Hansen – basgitaar (voor nummers 4, 6, 10, 11 en 12)
- Olaf Olsen – drums (voor nummers 4, 5, 6, 10, 11 en 12)
- Laust Sonne – drums (voor nummer 8)
- Nina Forsberg – achtergrondzang (voor nummer 7)

Productie
- Rune Nissen-Petersen – producent, engineer, mixer
- Nick Foss – uitvoerend producent
- Finn Jansen – basic-track adviseur
- Nikolaj Vinten – mastering
- Dan Christensen – ontwerper, collage
- Gitte Gammelgaard – fotografie